# Ceratophygadeuon
Ceratophygadeuon is een geslacht van insecten uit de orde vliesvleugeligen (Hymenoptera) en de familie Ichneumonidae.

## Soorten
- C. angusticeps Townes, 1983
- C. anurus (Thomson, 1884)
- C. bellus (Gravenhorst, 1829)
- C. boops Townes, 1983
- C. brevacus (Townes, 1944)
- C. crassidens Townes, 1983
- C. distans Townes, 1983
- C. gracilicornis Horstmann, 1979
- C. impostor (Seyrig, 1952)
- C. impressus Townes, 1983
- C. insularis Horstmann, 1993
- C. italicus Horstmann, 1979
- C. limatulus Townes, 1983
- C. nigricauda Townes, 1983
- C. nigrifemur Townes, 1983
- C. nigriventris Townes, 1983
- C. oregonus Townes, 1983
- C. pallicoxis Townes, 1983
- C. parvicaudator (Aubert, 1965)
- C. pechumani Townes, 1983
- C. perditus (Provancher, 1886)
- C. politus Townes, 1983
- C. provancheri (Walkley, 1958)
- C. rugifer Townes, 1983
- C. substriatus Townes, 1983
- C. subtilis Townes, 1983
- C. taeniatus Viereck, 1924
- C. varicornis (Thomson, 1885)